# 長吻鰓嵴海龍
長吻鰓嵴海龍（学名：Minyichthys myersi），為輻鰭魚綱棘背魚目海龍魚科的其中一種，分布於印度西太平洋區，包括印尼、巴布亞紐幾內亞、關島、馬里亞納群島等海域，棲息深度6-35公尺，體長可達6公分，棲息在珊瑚礁或礫石海域，卵胎生。